# Milagro (album)
Milagro è un album dei Santana del 1992.
Milagro, che in spagnolo significa miracolo, è stato dedicato alla vita di Miles Davis e di Bill Graham, e fu il primo album di Santana inciso dalla Polydor. Negli Stati Uniti raggiunse la Billboard Top 100.
A partire dal 2007, Milagro è stato l'unico album non di proprietà della Sony BMG, una società nata dalla fusione di Sony Music Entertainment con la BMG.

## Tracce
1. Introduction - Bill Graham (Milagro) (Johnson, Marley, Santana) - 7:34
2. Somewhere in Heaven (Ligertwood, Santana) - 9:59
3. Saja / Right On (Derouen, Gaye, Roccisano) - 8:51
4. Your Touch (Santana, Thompson) - 6:34
5. Life Is for Living (Sefolosha) - 4:39
6. Red Prophet (Rietveld) - 5:35
7. Agua que va caer (Valdes, Arango) - 4:22
8. Make Somebody Happy (Santana, Ligertwood) - 4:14
9. Free All the People (South Africa) (Holmes) - 6:04
10. Gypsy / Grajonca (Santana, Thompson) - 7:09
11. We Don't Have to Wait (Santana, Peraza, Thompson) - 4:34
12. A Dios (Santana, Coltrane, Evans) - 1:21

## Formazione
- Carlos Santana - chitarra, voce
- Chester Thompson - tastiere, tromba
- Benny Rietveld - basso
- Walfredo Reyes - batteria, percussioni
- Raul Rekow - timbales, percussioni, voce
- Karl Perazzo - timbales, bongos, voce
- Billy Johnson - batteria
- Tony Lindsay - voce
- Alex Ligertwood - voce
- Larry Graham - voce
- Rebeca Mauleon - pianoforte
- Wayne Wallace - trombone
- Bill Ortiz - tromba
- Robert Kwock - tromba
- Melecio Magdaluyo - sax
- Bad River Singers - voce